# Valgret
 Denne artikel omhandler overvejende eller alene danske forhold. Hjælp gerne med at gøre artiklen mere almen.
 Denne artikel bør gennemlæses af en person med fagkendskab for at sikre den faglige korrekthed.

Valgret eller stemmeret er retten til at stemme ved valg og folkeafstemninger. Fri og lige valgret ses som et af de grundlæggende idealer i det demokratiske samfund.

## Valgrettens historie i Danmark
Spørgsmålet om hvem der skulle tildeles valgret blev aktuelt første gang under enevældens sidste år, hvor Frederik 6. via lovgivningsarbejde i 1831-34 besluttede at oprette fire rådgivende stænderforsamlinger i kongeriget og hertugdømmerne. Grundlaget for valgret til de rådgivende stænderforsamlinger 1834-48 var først og fremmest jordejendom. Han skulle være mand, have et uplettet rygte, være fyldt 25 år, være fuldt myndig (dvs. at han ikke måtte være underlagt nogen form for værge) og have fuld råderet over sit bo (dvs. at dele af det ikke måtte være pantsat). Loven om valgret til stænderforsamlingerne betød, at 2,8 % af den voksne mandlige befolkning fik valgret.
Enevælden i Danmark blev afskaffet ved den første grundlov 5. juni 1849. Herefter blev Rigsdagens Folketing og Landsting oprettet til at varetage lovgivningen.
Ved grundlovens indførelse i 1849 blev andre kriterier for valgretten gjort gældende. Med den første grundlov blev valgretten tildelt mænd, der var uberygtede, havde indfødsret og var fyldt 30 år. Dertil kom en række forhold, der begrænsede udbredelsen af den almindelige valgret, f.eks. havde tyende og modtagere af fattighjælp ikke stemmeret. I folkemunde blev de, der efter disse kriterier ikke kunne få valgret, kaldt for "De syv F’er": fruentimmere, folkehold, fattige, fremmede, fallenter, fjolser og forbrydere. I alt betød 1849-grundlovens bestemmelser om valgret, at 15 % af den samlede befolkning, eller 72,8 % af alle mænd over 30, fik valgret.
Grundloven i 1915 var et gennembrud for den lige og almindelige valgret, som vi i dag opfatter som en selvfølge. Politisk valgret blev her for første gang givet til både mænd og kvinder på lige vilkår. For at opnå valgret skulle man være fyldt 25 år, have indfødsret og fast bopæl i landet. Ikke tilbagebetalt fattighjælp og mangel på rådighed over eget bo betød stadig tab af valgret.

### Kvinders valgret
I 1903 fik kvinder valgret til menighedsrådene, i 1905 til værgeråd, i 1907 til de fattiges hjælpekasser og endelig i 1908 til de kommunale råd. Loven om valgret til de kommunale råd i 1908 gav ligesom grundloven i 1915 valgret til både kvinder og tyende.

### Kongehuset
Regenten har i princippet valgret og må stemme, idet vedkommende ligeledes opfylder Grundlovens § 29. Imidlertid afholder regenten og den nære kongelige familie sig fra at stemme til folketingsvalg, folkeafstemninger og europaparlamentsvalg, og i praksis står de ikke opført på nogen valglister, hvorfor de ikke kan stemme.

## Valgretsalder
Valgretsalder er den alder en person skal have for at kunne stemme til et valg.
Valgretsalderens udvikling i Danmark:
- 1834-1848: 25 år til de rådgivende stænderforsamlinger
- 1848-1918: 30 år, 1855-1863 dog 25 år for rigsrådsvalg
- 1918-1920: 29 år for Folketinget og 35 år for Landstinget
- 1920-1953: 25 år for Folketinget og 35 år for Landstinget
- 1953-1961: 23 år
- 1961-1971: 21 år
- 1971-1978: 20 år
- Siden 1978: 18 år

Valgretsalderen kan ændres ved en folkeafstemning efter reglerne i Grundlovens § 42, stk. 5. Det betyder, at der til lovforslagets bortfald skal være et flertal af dem der deltager i afstemningen, dog mindst 30 % af samtlige stemmeberettigede, har stemt mod lovforslaget.

## Kommunale og regionale valg (2019)
Man kan stemme til valg til kommunalbestyrelser og til regionsråd, hvis man er fyldt 18 år og har fast bopæl i kommunen (kommunale valg) eller i regionen (regionale valg).
Herudover skal man opfylde et af følgende krav:
- er dansk statsborger
- er statsborger i et af de øvrige EU-lande
- er statsborger i Island eller Norge
- uden afbrydelse har boet i Danmark i de sidste 3 år før valgdagen

## Folketingsvalg og folkeafstemninger (2019)
Man kan stemme til folketingsvalg og folkeafstemninger i Danmark, hvis man har dansk statsborgerskab samt har fast bopæl i Danmark, er fyldt 18 år og ikke er sat under værgemål med fratagelse af den retlige handleevne. Det sidste krav, bopæl i Danmark, er udvidet til at omfatte personer, der opfylder en eller flere af følgende betingelser:
- er ansat i den danske stat og beordret til tjeneste udenlands
- er ansat af en dansk offentlig myndighed, privat virksomhed eller forening og midlertidigt arbejder i udlandet
- arbejder i udlandet for en international organisation som Danmark er medlem af
- arbejder for en dansk hjælpeorganisation
- studerer i udlandet
- opholder sig i udlandet af helbredsmæssige årsager
- opholder sig i udlandet midlertidigt men har erklæret at ville vende hjem indenfor 2 år efter udrejsen

Opfylder man ovenstående krav har man dermed retten til at afgive sin stemme til folketingsvalg. For at kunne udøve denne ret i praksis er der dog det yderligere krav, at man er optaget på valglisten.

### Rammerne for valgret
Grundlovens § 29 bestemmer rammerne for valgret til Folketinget. Nærmere regler er fastsat i folketingsvalgloven.
| Citat | Grundlovens § 29 Stk. 1. Valgret til folketinget har enhver, som har dansk indfødsret, fast bopæl i riget og nået den i stk. 2. omhandlede valgretsalder, medmindre vedkommende er umyndiggjort. Det bestemmes ved lov, i hvilket omfang straf og understøttelse, der i lovgivningen betragtes som fattighjælp, medfører tab af valgret. Stk. 2. Valgretsalderen er den, som har opnået flertal ved folkeafstemning i overensstemmelse med lov af 25. marts 1953. Ændring af den til enhver tid gældende valgretsalder kan ske ved lov. Et af folketinget vedtaget forslag til en sådan lov kan først stadfæstes af kongen, når bestemmelsen om ændring af valgretsalderen i overensstemmelse med § 42, stk. 5 har været undergivet en folkeafstemning, der ikke har medført bestemmelsens bortfald. | Citat |
|       | |       |

Et flertal i Folketinget kan således efter Grundloven § 29, stk. 1 afgøre, om det vil fratage straffede personer og modtagere af dagpenge, kontanthjælp, uddannelsesstøtte, revaliderings- eller orlovsydelse, sygedagpenge, barselspenge, efterløn eller førtidspension stemmeretten til folketingsvalg.  Tab af valgret ifm. modtagelse af socialhjælp var tidligere almindeligt, men blev i det væsentlige afskaffet med Steinckes socialreform fra 1933. Det blev dog på ny indført, da Venstre i 1942 stillede det som betingelse for at sidde i en samlingsregering under besættelsen. Først i 1961 indførte man en ny "Lov om offentlig forsorg", som gjorde endegyldigt op med princippet om, at modtagelse af en bestemt socialhjælp medførte tab af valgret.

## Europaparlamentsvalg (2019)
Man kan stemme til valg til EU-parlamentet, hvis man enten:
- har valgret til Folketinget
- er 18 år, dansk statsborger og har fast bopæl i Danmark
- er 18 år, dansk statsborger og bor i et andet EU-land
- er 18 år, bor i Danmark og er statsborger i et andet EU-land

Man vælger selv, om man vil stemme til valg til EU-parlamentet i det EU-land, hvor man bor, eller i det EU-land, hvor man er statsborger. Man kan dog kun stemme i ét EU-land.
Færøerne og Grønland er ikke med i EU, så bor man på Færøerne eller i Grønland, har man derfor ikke valgret til Europa-Parlamentet.